# Daniel Chong
Daniel Chong (Fargo, 19 de noviembre de 1978) es un animador, artista de guion gráfico, productor, guionista estadounidense. Es conocido por la serie animada We Bare Bears y su correspondiente película We Bare Bears: The Movie.

## Vida personal
Chong nació en Fargo en el estado de Dakota del Norte, en una familia de inmigrantes provenientes de Singapur y se graduó del Instituto de las Artes de California. Actualmente reside en Los Ángeles, California. Antes de crear We Bare Bears, comenzó como guionista gráfico para estudios de animación importantes conocidos como Blue Sky Studios, Walt Disney Animation Studios, Illumination Entertainment y Pixar Animation Studios.

## Trayectoria
Mientras trabajaba en Pixar, Chong colaboró en los especiales de TV Toy Story of Terror! y Toy Story That Time Forgot donde terminó ganando un Premio Annie. La idea inicial de We Bare Bears surgió de un webcómic que Chong había creado en 2010 llamado The Three Bare Bears, el cual lo terminó un año después. También ha mencionado a las series Seinfeld y Broad City, a la tira de prensa Peanuts, al estudio de animación Aardman Animations y al director de cine Wes Anderson como inspiraciones para su estilo de animación.

## Filmografía

### Televisión
| Año           | Título                    | Papel                                                               |
| ------------- | ------------------------- | ------------------------------------------------------------------- |
| 2014 – 2019   | Escandalosos              | Creador / Escritor / Artista de guion gráfico / Productor ejecutivo |
| 2020          | Escandalosos: La película | Creador / Escritor / Director / Productor ejecutivo                 |
| 2022–presente | Escandalositos            | Productor ejecutivo                                                 |